# Nelson (Georgia)
Nelson – miasto w Stanach Zjednoczonych, w stanie Georgia, w hrabstwie Cherokee.